# Ondskabens høst
Ondskabens høst (original titel: Career of evil) er en krimi skrevet af J.K. Rowling under pseudonymet Robert Galbraith. Det er en fortsættelse af bøgerne Gøgens kalden og Silkeorm. Romanen blev udgivet den 22. oktober 2015 i Storbritannien.